# Lista över Litauens storfurstar
Detta är en lista över de personer som varit storfurstar i storfurstendömet Litauen.
| Namn Svenska · Litauiska | Bild | Regeringstid | Noter                      |
| ------------------------ | ---- | ------------ | -------------------------- |
| Mindaugas I (Mindaugas)  |      | 1236–1253    | Kung av Litauen 1253–1263. |
| Treniota (Treniota)      |      | 1263–1264    |                            |
| Vaišalgas (Vaišelga)     |      | 1264–1267    |                            |

| Namn Svenska · Litauiska | Bild | Regeringstid | Noter |
| ------------------------ | ---- | ------------ | ----- |
| Švarnas (Švarnas)        |      | 1267–1269    |       |

| Namn Svenska · Litauiska | Bild | Regeringstid | Noter |
| ------------------------ | ---- | ------------ | ----- |
| Traidenis (Traidenis)    |      | 1269–1282    |       |
| Daumantas (Daumantas)    |      | 1282–1285    |       |

| Namn Svenska · Litauiska                        | Bild | Regeringstid | Noter                   |
| ----------------------------------------------- | ---- | ------------ | ----------------------- |
| Butigeidis (Butigeidis)                         |      | 1285–1291    |                         |
| Butvydas (Butvydas)                             |      | 1291–1295    |                         |
| Vytenis (Vytenis)                               |      | 1295–1316    |                         |
| Gediminas (Gediminas)                           |      | 1316–1341    |                         |
| Jaunutis (Jaunutis)                             |      | 1341–1345    |                         |
| Algirdas (Algirdas)                             |      | 1345–1377    |                         |
| Jogaila (Jogaila)                               |      | 1377–1381    | Kung av Polen 1386–1434 |
| Kestutis (Kęstutis)                             |      | 1381–1382    |                         |
| Jogaila (Jogaila)                               |      | 1382–1392    | Kung av Polen 1386–1434 |
| Vytautas den store (Vytautas Didysis)           |      | 1392–1430    |                         |
| Švitrigaila (Švitrigaila)                       |      | 1430–1432    |                         |
| Sigismund I Kestutatis (Žygimantas Kęstutaitis) |      | 1432–1440    |                         |

| Namn Svenska · Litauiska                    | Bild | Regeringstid | Noter                    |
| ------------------------------------------- | ---- | ------------ | ------------------------ |
| Kasimir (Kazimieras)                        |      | 1440–1492    | Kung av Polen 1447–1492. |
| Aleksander (Aleksandras)                    |      | 1492–1506    | Kung av Polen 1501–1506. |
| Sigismund II den gamle (Žygimantas Senasis) |      | 1506–1548    | Kung av Polen 1506–1548. |
| Sigismund August (Žygimantas Augustas)      |      | 1548–1572    | Kung av Polen 1548–1572. |

| Namn Svenska · Litauiska | Bild | Regeringstid | Noter                   |
| ------------------------ | ---- | ------------ | ----------------------- |
| Henrik (Henrikas Valua)  |      | 1573–1575    | Kung av Polen 1573–1575 |

| Namn Svenska · Litauiska | Bild | Regeringstid | Noter                         |
| ------------------------ | ---- | ------------ | ----------------------------- |
| Anna (Ona Jogailaitė)    |      | 1575–1587    | Drottning av Polen 1575–1587. |

| Namn Svenska · Litauiska  | Bild | Regeringstid | Noter                    |
| ------------------------- | ---- | ------------ | ------------------------ |
| Stefan (Steponas Batoras) |      | 1576–1586    | Kung av Polen 1576–1586. |

| Namn Svenska · Litauiska         | Bild | Regeringstid | Noter                                               |
| -------------------------------- | ---- | ------------ | --------------------------------------------------- |
| Sigismund III (Žygimantas Vaza)  |      | 1587–1632    | Kung av Polen 1587–1632. Kung av Sverige 1592–1599. |
| Vladislav (Vladislovas)          |      | 1632–1648    | Kung av Polen 1632–1648.                            |
| Johan Kasimir (Jonas Kazimieras) |      | 1648–1668    | Kung av Polen 1648–1668.                            |

| Namn Svenska · Litauiska           | Bild | Regeringstid | Noter                    |
| ---------------------------------- | ---- | ------------ | ------------------------ |
| Michał Korybut (Mykolas Kaributas) |      | 1669–1673    | Kung av Polen 1669–1673. |

| Namn Svenska · Litauiska | Bild | Regeringstid | Noter                    |
| ------------------------ | ---- | ------------ | ------------------------ |
| Johan (Jonas)            |      | 1674–1696    | Kung av Polen 1674–1696. |

| Namn Svenska · Litauiska                     | Bild | Regeringstid | Noter                    |
| -------------------------------------------- | ---- | ------------ | ------------------------ |
| August II den starke (Augustas II Stiprusis) |      | 1697–1706    | Kung av Polen 1697–1706. |

| Namn Svenska · Litauiska  | Bild | Regeringstid | Noter                    |
| ------------------------- | ---- | ------------ | ------------------------ |
| Stanisław I (Stanislovas) |      | 1706–1709    | Kung av Polen 1706–1709. |

| Namn Svenska · Litauiska                     | Bild | Regeringstid | Noter                    |
| -------------------------------------------- | ---- | ------------ | ------------------------ |
| August II den starke (Augustas II Stiprusis) |      | 1709–1733    | Kung av Polen 1709–1733. |

| Namn Svenska · Litauiska  | Bild | Regeringstid | Noter                    |
| ------------------------- | ---- | ------------ | ------------------------ |
| Stanisław I (Stanislovas) |      | 1733–1736    | Kung av Polen 1733–1736. |

| Namn Svenska · Litauiska  | Bild | Regeringstid | Noter                    |
| ------------------------- | ---- | ------------ | ------------------------ |
| August III (Augustas III) |      | 1733–1763    | Kung av Polen 1733–1763. |

| Namn Svenska · Litauiska                   | Bild | Regeringstid | Noter                    |
| ------------------------------------------ | ---- | ------------ | ------------------------ |
| Stanisław II August (Stanislovas Augustas) |      | 1764–1795    | Kung av Polen 1764–1795. |